# Cacia vermiculata
Cacia vermiculata är en skalbaggsart som beskrevs av Heller 1923. Cacia vermiculata ingår i släktet Cacia och familjen långhorningar.
Artens utbredningsområde är Filippinerna. Utöver nominatformen finns också underarten C. v. mindanaonis.